# Degan Septoadji
Degan Septoadji Suprijadi (* 1. September 1967 in Jakarta) ist ein deutsch-indonesischer Koch, Fernsehkoch und Gastronom.

## Leben
Septoadji ist der Sohn indonesischer Eltern. Nach der Trennung seiner Eltern kam er als Kind mit seiner Mutter und seinem deutschen Stiefvater nach Deutschland und wuchs in der Nähe von Landau auf, wo er auch zur Schule ging. Seine Ausbildung zum Koch absolvierte er im Hotel zur Pfalz in Kandel.

## Berufslaufbahn
In der Saison 2012 und der Folgesaison fungierte er als Juror in der Kochshow MasterChef Indonesia im indonesischen Fernsehen. 2014 wirkte er als Juror in einem Ableger dieser Sendung, Junior MasterChef Indonesia, mit. Seither ist er in Indonesien auch als Chef Degan bekannt.
Seit 2007 absolvierte er mehrfach jeweils eine Woche als Gastkoch in den Sternerestaurants des Luxushotels Traube Tonbach im Schwarzwald, wo er die thailändische und die indonesische Küche präsentierte. In der hauseigenen Kochschule hielt er parallel dazu Kochkurse zu asiatischer Küche. Zustande gekommen war dieser regelmäßige Austausch durch seine Freundschaft mit dem dortigen Küchenchef Henry Oskar Fried, mit dem er in gemeinsamen Wanderjahren als Koch zusammengearbeitet hatte. Septoadji als Küchenchef in verschiedenen Häusern der asiatischen Spitzenhotelkette Banyan Tree und Fried  wollten ihre gegenseitigen Besuche mit der Präsentation ihrer Häuser in der Ferne verbinden. Von 2013 bis 2019 betrieb Septoadji auf Bali ein eigenes Restaurant unter dem Namen Cafe Degan. Seit 2017 betreibt Septoadji mit seiner Frau in der indonesischen Metropole Jakarta ein eigenes Catering-Unternehmen.

## Auszeichnungen
In 2012 wurde er als „Best Asian Chef“ durch World Gourmet Summit in Singapur nominiert und in 2015 erhielt Degan Septoadji die Auszeichnung "Preserving Indonesian Heritage", die jährlich von Mercedes-Benz Indonesia ausgelobt wird.